# Luigi Poggi (żeglarz)
Luigi Guglielmo Teresio Maria Poggi (ur. 11 marca 1906 w Genui, zm. 19 kwietnia 1972 tamże) – włoski żeglarz sportowy, medalista olimpijski.
Podczas letnich igrzysk olimpijskich w Berlinie (1936) zdobył, wspólnie z Giovannim Reggio, Bruno Bianchim, Domenico Mordinim, Luigi De Manincorem i swoim bratem Enrico Poggim, złoty medal w żeglarskiej klasie 8 metrów. Po raz drugi na letnich igrzyskach olimpijskich wystąpił w Londynie (1948), zajmując 8. miejsce w klasie 6 metrów.
Ku pamięci Luigi Poggiego, członka włoskiego Yacht Clubu, corocznie w Genui organizowany jest Puchar Poggi, w żeglarskich klasach 420, 470 i Laser.